# Escombratge

Exemple de la tècnica d'escombratge fotogràfic.

L'escombratge és el nom donat a una de les tècniques fotogràfiques utilitzades per reflectir el moviment en una imatge. Rep el nom de la sensació que produeix i del moviment realitzat amb la càmera. En els escombratges l'element en moviment apareix nítid (o lleugerament borrós) i els elements estàtics es mostren difuminats o moguts.

## Tècnica

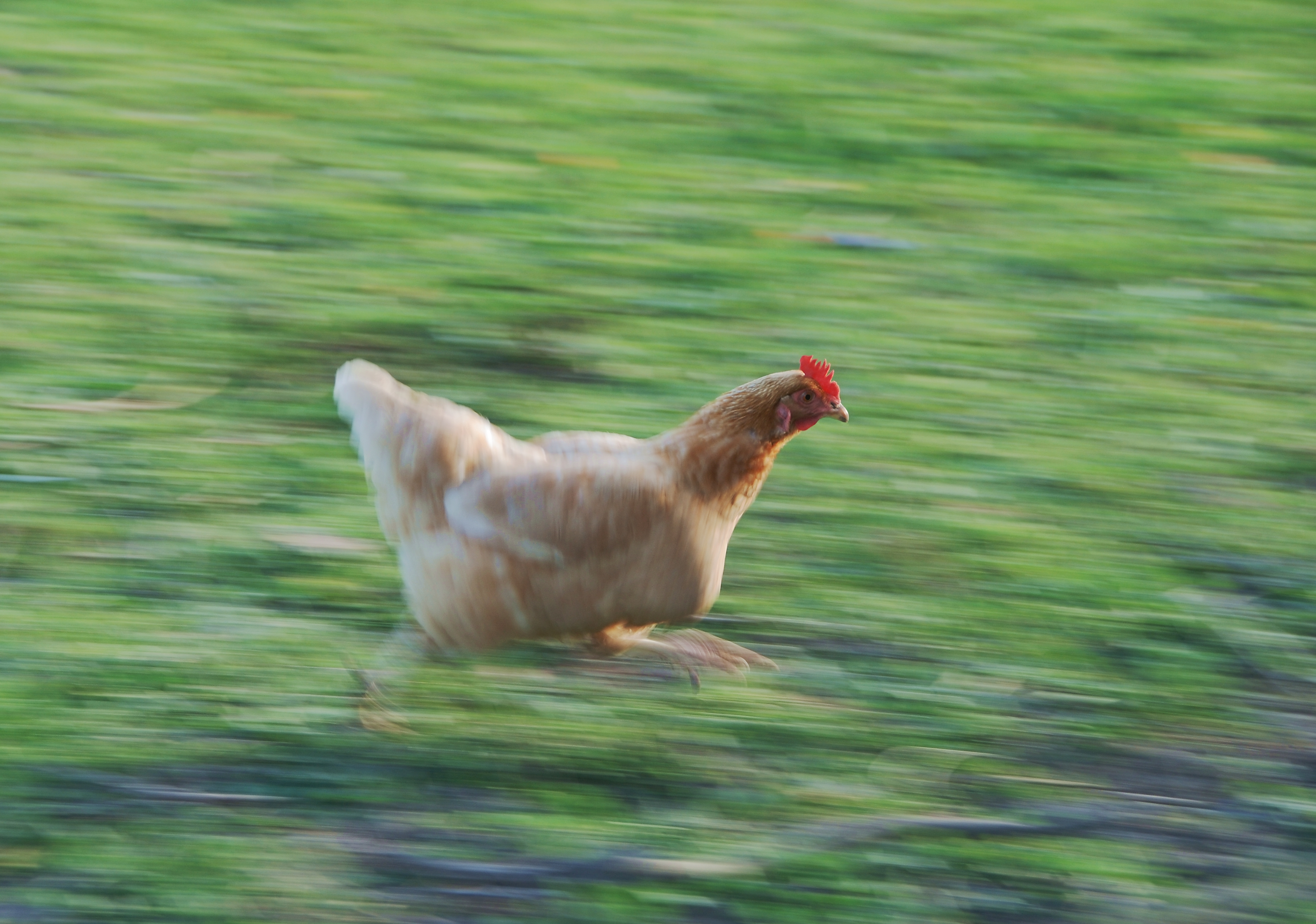
Imatge on s'observa clarament com el fons apareix en moviment, borrós, mentre la gallina està pràcticament congelada.

Per aconseguir un escombratge no s'ha d'utilitzar una velocitat d'obturació especialment lenta, sinó mitja ( 1/60 o 1/30). Fet això s'ha de triar l'element en moviment i seguir amb la càmera, de manera que s'inverteix la realitat però es transmet el moviment d'una manera molt potent:
- L'element en moviment es veu nítid i detingut.
- Els elements voltant, fonamentalment en el fons i si són estàtics, apareixen moguts o difuminats.

L'escombratge requereix certa pràctica amb la càmera atès que en el moment de l'exposició el visor no mostra la imatge-perquè s'eleva-. Es recomana adquirir una postura còmoda per al moment de fer la fotografia i forçar la posició inicial (girant el cos sense moure els peus) per "escombrar" l'objecte en moviment. Quan s'hagi assolit la posició buscada, s'efectua l'exposició.

## Efecte
En definitiva, l'efecte de l'escombratge consisteix en posar en el punt de vista l'element en moviment, invertint així la realitat:
- Els elements en moviment es veuen nítids i estàtics: es congela el seu moviment.
- Els elements del voltant, fonamentalment al fons i si són estàtics, apareixen moguts.

L'escombratge compta amb una certa dificultat i requereix certa pràctica amb la càmera, ja que hem d'anteposar-nos a la situació escollint l'enquadrament i la velocitat abans que arribi l'element en moviment. És recomanable adoptar una posició còmoda i seguidament, efectuar l'exposició amb els assajos necessaris per a encertar en la velocitat (en el cas de no comptar amb una experiència prèvia).

## Mètodes addicionals
Existeixen altres maneres d'aconseguir l'escombratge sense fer-lo. L'efecte es pot aconseguir mitjançant filtres òptics de desenfocament o amb filtres digitals disponibles a les aplicacions de tractament digital com GIMP o Photoshop.

## Galeria d'exemples

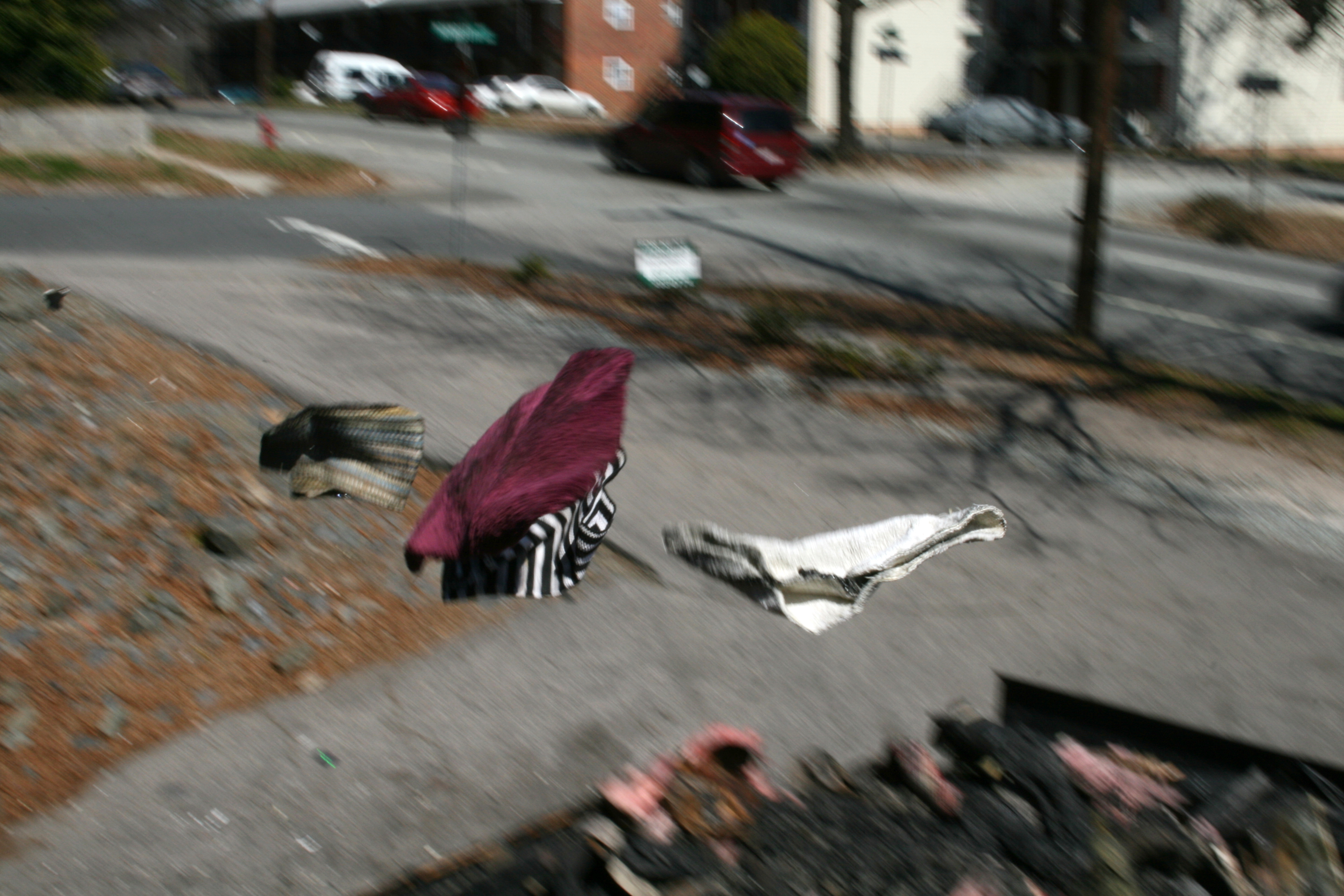
Exemple 1
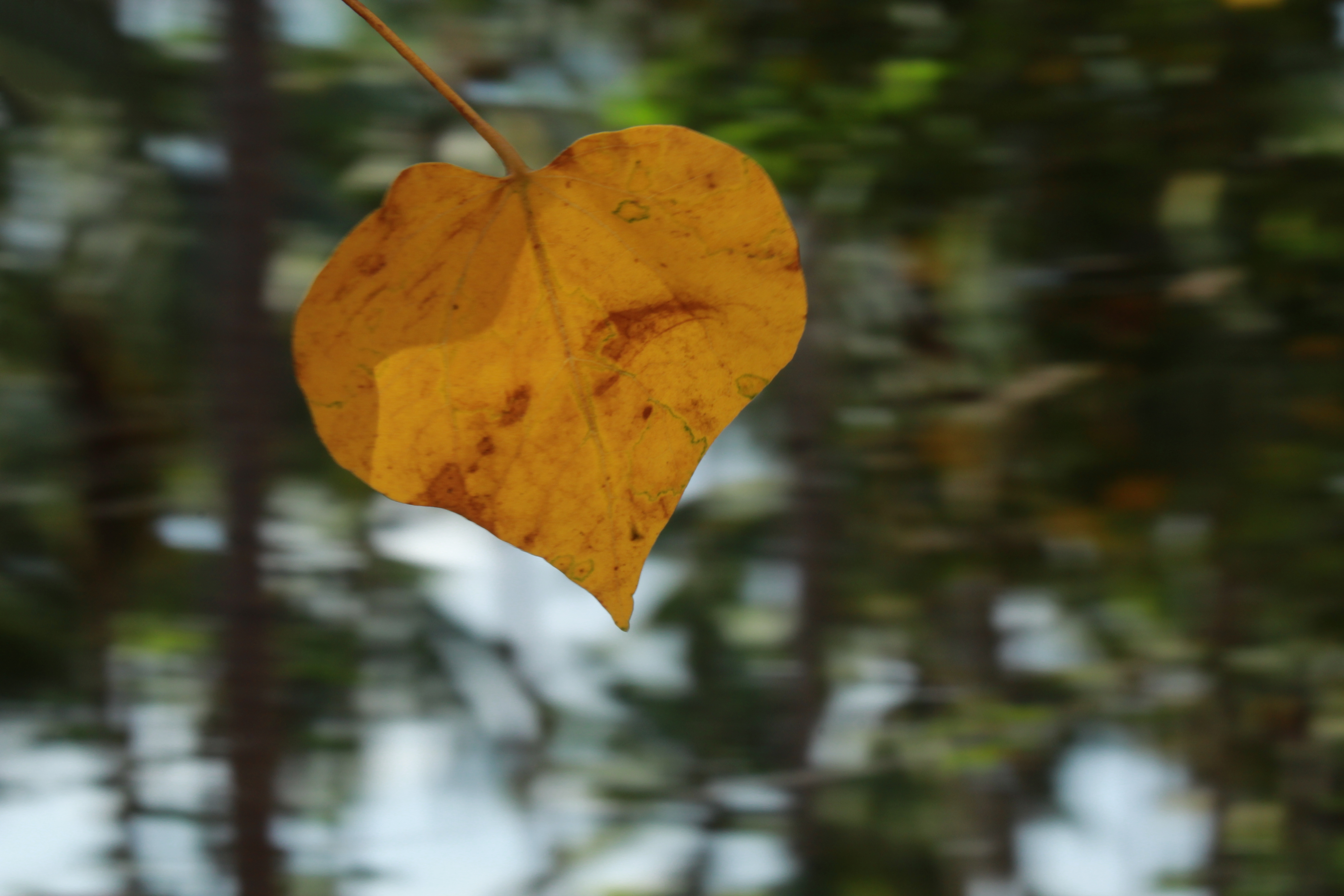
Exemple 2
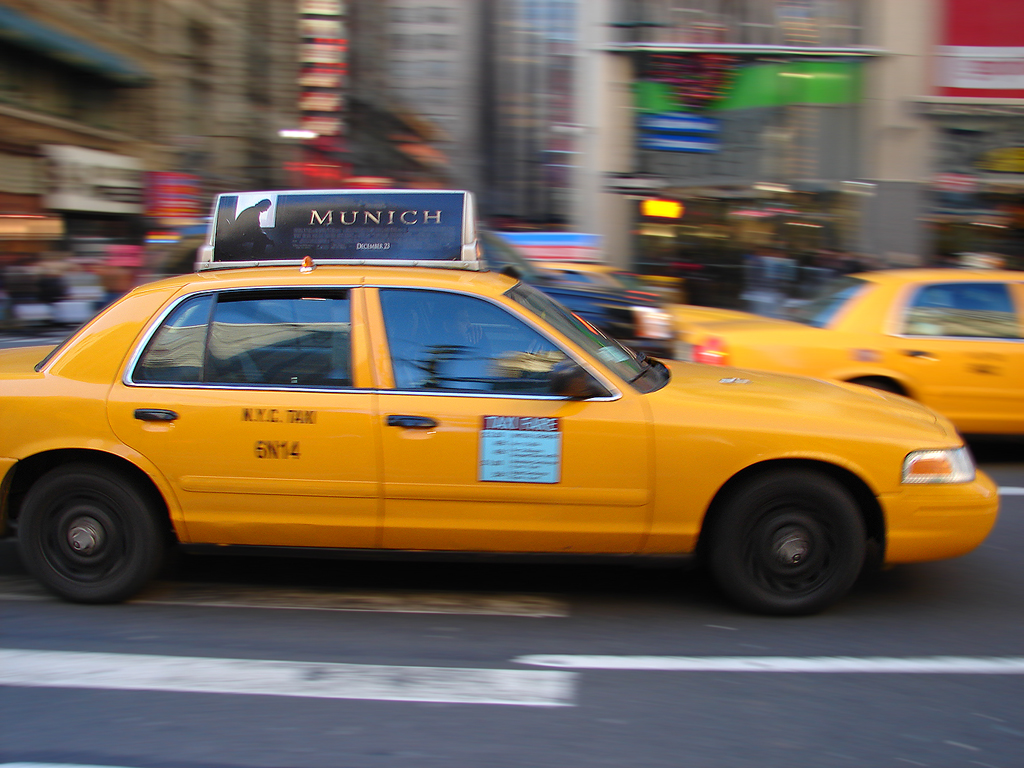
Exemple 3
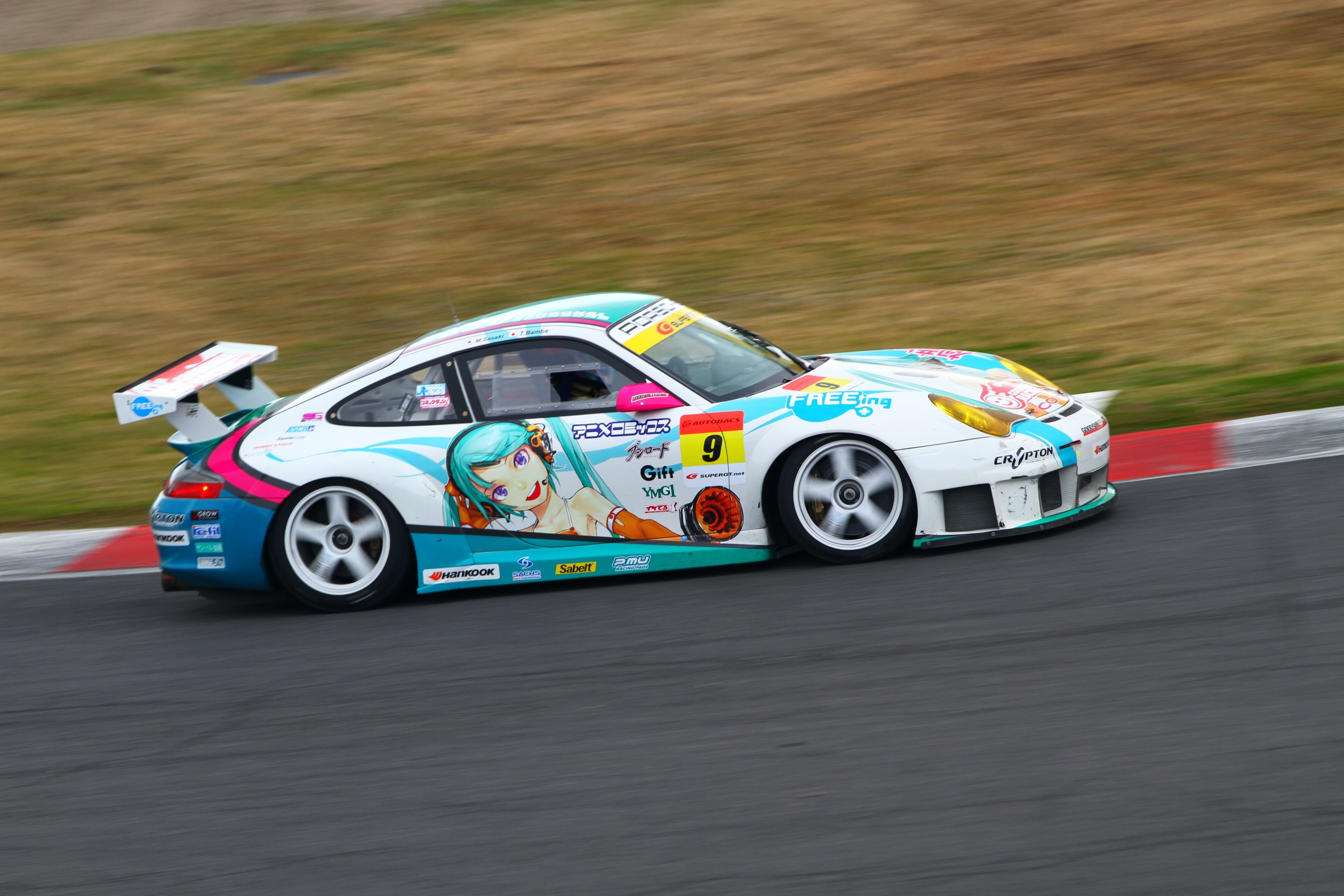
Exemple 4